# Szelegiewicziana lambersi
Szelegiewicziana lambersi är en insektsart. Szelegiewicziana lambersi ingår i släktet Szelegiewicziana och familjen långrörsbladlöss. Inga underarter finns listade i Catalogue of Life.